# 陈佩里
陈佩里（英語：Perry Chen，1976年1月21日—），美国网络企业家，Kickstarter的创办者之一和CEO。

## 生平
2009年，陈与Yancey Strickler、Charles Adler一起创立了这个网站。陈曾是幼教老师和音乐人，在纽约布鲁克林区创办过Southfirst画廊。
2013年被选入“时代百大人物”。